# Юлленъельм, Лукреция
Лукре́ция Ю́хансдоттер (Юлленъельм) (швед. Lucretia Johansdotter (Gyllenhielm); 1561 — 1585) — незаконнорожденная дочь короля Швеции Юхана III и Карин Хансдоттер.

## Биография
Лукреция была младшей незаконнорожденной дочерью короля Швеции Юхана III и Карин Хансдоттер. У неё была полнородная старшая сестра София и старшие братья Юлиус и Август, скончавшийся в детстве. В 1577 году Лукреция и её старшие брат и сестра были облагорожены и получили фамилию Юлленъельм.
Лукреция неожиданно скончалась в 1585 году в достаточном молодом возрасте — ей было 24 года. Король Юхан III, любивший свою дочь, считал, что её ранняя смерть была вызвана колдовством. Обвинение в колдовстве пало на дворянку Керстин Габриэльсдоттер. Её также обвиняли в убийстве своего супруга. По законам того времени, чтобы подтвердить свою невиновность, Керстин должна было собрать 12 знатных женщин как свидетелей. Керстин не смогла собрать положенное количество свидетелей и была казнена.